# Jinny de mes rêves
Jinny de mes rêves ou Jinny au Québec (I Dream of Jeannie) est une série télévisée américaine en 139 épisodes de 26 minutes, dont trente en noir et blanc, créée par Sidney Sheldon et diffusée entre le 18 septembre 1965 et le 26 mai 1970 sur le réseau NBC.
Au Québec, la série a été diffusée à partir du 4 septembre 1967 à la Télévision de Radio-Canada, puis rediffusée à partir du 8 juin 1973 à Télé-Métropole. En France, elle apparaît pour la première fois le 21 décembre 1992 sur TF1 dans le Club Dorothée Noël, puis revient sur TMC (1995-1996, 2000-2001) et RTL9 (1997). Diffusion en Belgique sur AB4.

## Synopsis
L'astronaute Anthony Nelson découvre une bouteille au fond de laquelle vit un génie qui n'est autre qu'une authentique princesse des Mille et Une Nuits : Jinny, âgée de deux mille ans. Aussitôt libérée, elle tombe amoureuse de l'astronaute qui l'emmène chez lui. Cela va rapidement être une source d'ennuis pour l'astronaute car il lui faut cacher à tout prix l’existence de Jinny…

## Genèse
Créée pour concurrencer Ma sorcière bien-aimée (Bewitched), la série à succès de la chaîne ABC débutée un an plus tôt, en 1964, Jinny de mes rêves s'inspire d'un film au thème similaire (génie) et dans lequel Barbara Eden tenait déjà un rôle : The Brass Bottle (en), sorti au cinéma un an avant la diffusion à la télévision de Jinny. 

## Fiche technique
- Titre original : I Dream of Jeannie
- Titre français : Jinny de mes rêves ; Jinny (Québec)
- Création : Sidney Sheldon
- Musique : Robert Armbruster
- Société de diffusion : NBC
- Pays d'origine : États-Unis
- Langue : anglais
- Format : noir et blanc puis couleur - 35 mm - 1,33:1 - son : mono
- Nombre d'épisodes : 139 (5 saisons)
- Durée : 26 minutes
- Dates de première diffusion :  États-Unis : 18 septembre 1965

## Distribution
- Barbara Eden (VF : Nelly Vignon [saisons 1 à 4] puis Catherine Sola [saison 5]) : Jinny (Jeannie dans la version originale)
- Larry Hagman (VF : Gérard Hernandez) : le capitaine puis major Anthony Nelson
- Bill Daily (VF : Albert Augier [pilote] puis Jacques Dynam [épisodes 2 à 5] et enfin Henri-Jacques Huet) : le capitaine puis major Roger Healey
- Hayden Rorke (VF : Gérard Ferrat et Jacques Hilling [en début de saison 2, jusqu'à l'épisode 13]) : le colonel Alfred Bellows
- Emmaline Henry : Amanda, la femme du docteur Bellows (saisons 2 à 5)
- Philip Ober (VF : Jacques Berthier) : le (brigadier) général Wingard Stone (saison 1, épisodes 1 et 4)
- Karen Sharpe (VF : Nicole Maurey puis Hélène Vallier) : Melissa, la fille du général Stone (saison 1, épisodes 1 et 4)
- Barton MacLane (VF : Pierre Collet) : le général Martin Peterson (saisons 1 à 4)
- Vinton Hayworth (VF : Jacques Berthier [saison 4] puis Fernand Fabre [saison 5]) : le (major) général Winfield Schaeffer (saisons 4 et 5)
- Abraham Sofaer (VF : Henry Djanik) : Haji, le maître de tous les génies (saisons 2 et 3)

## Épisodes

### Première saison (1965-1966)
1. Mise en bouteille (The Lady in the Bottle)
2. Mon héros ? (My Hero?)
3. Demande-moi la lune (Guess What Happened on the Way to the Moon?)
4. Jinny et le Mariage (The Marriage Caper)
5. G.I. Jinny (G.I. Jeannie)
6. Meurtre en mer (The Yacht Murder Case)
7. Qui a vu Jinny ? (Anybody Here Seen Jeannie?)
8. La Femme parfaite (The Americanization of Jeannie)
9. Jinny fait son cinéma (The Moving Finger) VOST
10. Secret de famille (Djinn and Water)
11. Un témoin gênant (Whatever Happened to Baby Custer?)
12. Une femme jalouse (Where'd You Go Go?)
13. La Roulette russe (Russian Roulette) VOST
14. La Maison d'en face (What House Across the Street?) VOST
15. Le Clone (Too Many Tony's) VOST
16. Pèlerinage à la Mecque (Get Me to Mecca on Time) VOST
17. Richesse et Vanité (The Richest Astronaut in the Whole Wide World)
18. Une autre Jinny (Is There an Extra Genie in the House?)
19. Le Défi (Never Try to Outsmart a Jeannie)
20. Mon maître, le docteur (My Master, the Doctor)
21. La Parole donnée (Jeannie and the Kidnap Caper)
22. Jour de Chance (How Lucky Can You Get?) VOST
23. Génie du green (Watch the Birdie)
24. Colocataire importun (Permanent House Guest) VOST
25. Voyance et Conséquences (Bigger than a Bread Box and Better than a Genie) VOST
26. Un peintre génial (My Master, the Great Rembrandt) VOST
27. Mon maître, le voleur (My Master, the Thief) VOST
28. C'est un meurtre ! (This Is Murder) VOST
29. Mon maître, le magicien (My Master, The Magician) VOST
30. De mémoire d'homme (I'll Never Forget What's Her Name) VOST

### Deuxième saison (1966-1967)
1. Le Bon et le Mauvais Génie (Happy Anniversary)
2. La Semaine des deux lundis (Always on Sunday)
3. L'Importun Percepteur (My Master, the Rich Tycoon)
4. L'Apprenti Sorcier (My Master, the Rainmaker)
5. Une vue perçante (My Wild Eyed Master)
6. Une vie de chien (What's New, Poodle Dog?)
7. Cow-boy d'un soir (Fastest Gun in the East)
8. La Recette du bonheur (How to Be a Genie in 10 Easy Lessons)
9. Ce que femme veut (Who Needs a Green Eyed Jeannie?)
10. Le Cerveau électronique [1/2] (The Girl Who Never Had a Birthday, Part 1)
11. Le Cerveau électronique [2/2] (The Girl Who Never Had a Birthday, Part 2)
12. L'Invincible Rival (How Do You Beat Superman?)
13. Pour un trophée (My Master, the Great Caruso)
14. Le Chéri de ces dames (The World's Greatest Lover)
15. L'Emprunt (Jeannie Breaks the Bank)
16. Le Manuel de puériculture (My Master, the Author)
17. Faites un vœu (The Greatest Invention in the World)
18. L'Espion (My Master, the Spy)
19. La Contravention (You Can't Arrest Me... I Don't Have a Driver's License)
20. La Précieuse bouteille (One of Our Bottles is Missing)
21. La Promotion (My Poor Master, the Civilian)
22. L'Indispensable Jinny (There Goes the Best Genie I Ever Had)
23. Vedette en demande (The Greatest Entertainer in the World)
24. Tony Pouce (My Incredible Shrinking Master)
25. Le Pirate (My Master, the Pirate)
26. Le Général (A Secretary is Not a Toy)
27. Mariage raté (There Goes the Bride)
28. L'Espion russe (My Master, Napoleon's Buddy)
29. Les Petits Génies (The Birds and Bees Bit)
30. Le Gâteau magique (My Master, the Swinging Bachelor)
31. Le Bal masqué (The Mod Party)

### Troisième saison (1967-1968)
1. Le Singe astronaute (Fly Me to the Moon)
2. L'Intrigante (Jeannie or the Tiger?)
3. Filou et Compagnie (The Second Greatest Con Artist in the World)
4. Les Pouvoirs de mon maître (My Turned-On Master)
5. L'Instructeur Kiski (My Master, the Weakling)
6. Vive les vacances (Jeannie, the Hip Hippie)
7. Une nouvelle étoile (Everybody's a Movie Star)
8. La Souris blanche (Who Are You Calling a Jeannie?)
9. La Belle-mère (Meet My Master's Mother)
10. Le Génie et la vedette (Here Comes Bootsie Nightingale)
11. Quelle déveine ! (Tony's Wife)
12. Le Vol de banque (Jeannie and the Great Bank Robbery)
13. La Visite du Président (My Son, the Genie)
14. Voyage à Honolulu (Jeannie Goes Honolulu)
15. Le Roi des îles (The Battle of Waikiki)
16. Jinny prisonnière [1/4] (Genie, Genie, Who's Got the Genie? Part 1)
17. Jinny prisonnière [2/4] (Genie, Genie, Who's Got the Genie? Part 2)
18. Jinny prisonnière [3/4] (Genie, Genie, Who's Got the Genie? Part 3)
19. Jinny prisonnière [4/4] (Genie, Genie, Who's Got the Genie? Part 4)
20. Une fringale tenace (Please Don't Feed the Astronauts)
21. La Maison hantée (My Master, the Ghostbreaker)
22. Divorce à la Jinny (Divorce, Jeannie Style)
23. L'Épreuve (My Double-Crossing Master)
24. Philtre d'amour, philtre de haine (Have You Ever had a Jeannie Hate You?)
25. La Lune, toujours la lune (Operation: First Couple on the Moon)
26. À corps perdu (Haven't I Seen Me Someplace Before?)

### Quatrième saison (1968-1969)
1. Rencontre du énième type (U.F.Ohh! Jeannie)
2. La Jungle (Jeannie and the Wild Pipchicks) VOST
3. Demain ou Jamais (Tomorrow is Not Another Day)
4. Abdullah (Abdullah)
5. Voitures d'occasion (Have You Heard the One About the Used Car Salesman)
6. Adorable Toutou (Djinn Djinn, Go Home) VOST
7. L'Homme le plus fort du monde (The Strongest Man in the World)
8. Vivre en paix (Indispensable Jeannie)
9. Secret ultra-secret (Jeannie and the Top Secret Secret)
10. Simple d'esprit (How To Marry an Astronaut)
11. Le Moins Fou des deux (Dr. Bellows Goes Sane)
12. Les Hippies (Jeannie, My Guru)
13. La Doublure de Tony [1/2] (The Case of My Vanishing Master, Part 1)
14. La Doublure de Tony [2/2] (The Case of My Vanishing Master, Part 2)
15. Cow-boy d'un jour (Ride 'Em Astronaut)
16. Maison invisible à vendre (Invisible House For Sale)
17. Astronaute ou Politicien (Jeannie, the Governor's Wife)
18. Y a-t-il un docteur dans la maison ? (Is There a Doctor in the House?)
19. La Princesse Anitra (The Biggest Star in Hollywood)
20. Le Toutou de porcelaine (The Case of the Porcelain Puppy)
21. Accusé, levez-vous (Jeannie for the Defense)
22. Maigrir en un clin d'œil (Nobody Loves a Fat Astronaut)
23. Lune, aller-retour (Around the Moon in 80 Blinks)
24. Le Manège de Jinny (Jeannie-Go-Round)
25. L'Arme secrète de Jinny (Jeannie and the Secret Weapon)
26. Maître-chanteur (Blackmail Order Bride)

### Cinquième saison (1969-1970)
1. Le Piano magique (Jeannie at the Piano)
2. Djinn Djinn contre Jupiter (Djinn Djinn, the Pied Piper)
3. Un royaume pour Tony [1/2] (Guess Who's Going to Be a Bride? Part 1)
4. Un royaume pour Tony [2/2] (Guess Who's Going to Be a Bride? Part 2)
5. La Crème de jouvence (Jeannie's Beauty Cream)
6. Pour célibataire seulement (Jeannie and the Bachelor Party)
7. Du sang de génie (The Blood of a Jeannie)
8. À bientôt Cuba (See You in C-U-B-A)
9. Folie et Décor (The Mad Home Wrecker)
10. Oncles à gogo (Uncles a Go-Go)
11. La Cérémonie nuptiale (The Wedding)
12. Jinny l'Intrigante (My Sister, the Homewrecker)
13. L'Ordinatrice matrimoniale (Jeannie, the Matchmaker)
14. Budget limité (Never Put a Genie on a Budget)
15. Le Vin ensorcelé (Please Don't Give My Genie No More Wine)
16. Le Treizième Étage (One of Our Hotels is Growing)
17. Jinny, le trophée d'or (The Solid Gold Jeannie)
18. Madame Djinn Djinn (Mrs. Djinn Djinn)
19. Curiosité enfantine (Jeannie and the Curious Kid)
20. Le Mari idéal (Jeannie, the Recording Secretary)
21. Une partie de billard (Help, Help, a Shark)
22. Jinny alias Bonnie (Eternally Yours, Jeannie)
23. Le Cachemire de Tony (An Astronaut in Sheep's Clothing)
24. Irremplaçable Jinny (Hurricane Jeannie)
25. Un atout pour Jinny (One Jeannie Beats Four of a Kind)
26. Les Chilis Tony (My Master, the Chili King)

## Production et casting
- La série fut d'abord produite en noir et blanc, puis passa à la couleur dès la deuxième saison. C'est pourquoi il existe deux génériques : le premier en noir et blanc, le second en couleur. Tout comme celui de Ma sorcière bien-aimée, ce générique est un dessin animé. Il est toutefois signé par le célèbre dessinateur et cartooniste américain Friz Freleng, créateur notamment du personnage de la Panthère rose et de plusieurs cartoons mettant en scène Bugs Bunny, dont : Le spectacle va commencer (Hare Do, 1949), Which Is Witch (1949) et la trilogie La Révolte de Bunny (Mutiny on the Bunny, 1950), Les Révoltés du Bunny (Buccaneer Bunny, 1948) et Le Feu aux poudres (Captain Hareblower, 1954).

- Sidney Sheldon, le créateur de la série, ne voulait pas d’une actrice blonde pour le premier rôle, afin de se démarquer d'Elizabeth Montgomery, l'héroïne de la série Ma sorcière bien-aimée, grand succès d'ABC. Barbara Eden a été la seule blonde à auditionner et a finalement obtenu le rôle[3].

- La censure obligea Barbara Eden à porter des costumes qui devaient toujours cacher son nombril.

## Commentaire
- Larry Hagman (Anthony Nelson) deviendra une star quelques années plus tard grâce au rôle de J.R. dans la série Dallas.

## Suites et adaptation
suites
- 1985 : I Dream of Jeannie... Fifteen Years Later (en)
- 1991 : I Still Dream of Jeannie (en)

adaptation
- 1973 : Jeannie (en), série d'animation américaine produite par Hanna-Barbera, diffusé sur CBS (deux saisons)[3].